# Flodsjöarna (Ore socken, Dalarna)
Flodsjöarna är en sjö i Rättviks kommun i Dalarna och ingår i Dalälvens huvudavrinningsområde. Sjön har en area på 0,112 kvadratkilometer och ligger 267 meter över havet. Sjön avvattnas av vattendraget Djurån.

## Delavrinningsområde
Flodsjöarna ingår i det delavrinningsområde (679980-146344) som SMHI kallar för Mynnar i Orsälven. Medelhöjden är 270 meter över havet och ytan är 3,14 kvadratkilometer. Räknas de 3 avrinningsområdena uppströms in blir den ackumulerade arean 29,99 kvadratkilometer. Djurån som avvattnar avrinningsområdet har biflödesordning 3, vilket innebär att vattnet flödar genom totalt 3 vattendrag innan det når havet efter 385 kilometer. Avrinningsområdet består mestadels av skog (80 procent). Avrinningsområdet har 0,11 kvadratkilometer vattenytor vilket ger det en sjöprocent på 3,5 procent.